# Paiement compensatoire
En droit de la famille québécois, le paiement compensatoire  est  un recours prévu à l'article 421 du Code civil du Québec qui vise la compensation pour l'aliénation de biens dans l'année précédent le dépôt d'une demande de divorce, de séparation de corps ou de décès, ou dans les trois ans lorsqu'une preuve de mauvaise foi est apportée quant à la dilapidation.

## Disposition pertinente
« 421. Lorsqu’un bien qui faisait partie du patrimoine familial a été aliéné ou diverti dans l’année précédant le décès de l’un des époux ou l’introduction de l’instance en séparation de corps, divorce ou annulation de mariage et que ce bien n’a pas été remplacé, le tribunal peut ordonner qu’un paiement compensatoire soit fait à l’époux à qui aurait profité l’inclusion de ce bien dans le patrimoine familial.
Il en est de même lorsque le bien a été aliéné plus d’un an avant le décès de l’un des époux ou l’introduction de l’instance et que cette aliénation a été faite dans le but de diminuer la part de l’époux à qui aurait profité l’inclusion de ce bien dans le patrimoine familial. »

## Interprétation
Le calcul du montant du paiement compensatoire va dépendre de plusieurs facteurs. 
- 1) Le moment de l'aliénation :`le bien a-t-il aliéné dans l'année précédent le divorce, ou dans les trois ans précédent celui-ci (art. 2925 c.c.Q.) ? Si le bien a été aliéné dans les trois ans plutôt que dans l'année, il faut l'exclure du calcul si l'époux n'était pas de mauvaise foi quand il a aliéné le bien.
- 2) L'époux était-il de mauvaise foi ? Si l'époux ne s'attend pas du tout à un divorce et qu'il est plutôt un mauvais gestionnaire des biens  de la famille, on ne peut pas présumer la mauvaise foi, et alors on exclut les biens vendus il y a plus d'un an.
- 3) Les biens vendus faisaient-ils partie du patrimoine familial (art. 415 C.c.Q.[2])  ? S'il n'en faisaient pas partie, il faut les exclure du calcul.
- 4) Les biens vendus ont-ils été réinvestis dans le patrimoine familial ? Si une partie du produit de la vente des biens est ensuite réinvestie pour acheter des biens dans le patrimoine familial, il faut exclure la somme réinvestie du calcul du paiement compensatoire.

Le choix d'octroyer un paiement compensatoire est un pouvoir discrétionnaire du tribunal.